# Duguetia confusa
Duguetia confusa Maas – gatunek rośliny z rodziny flaszowcowatych (Annonaceae Juss.). Występuje endemicznie w Nikaragui, Kostaryce, Panamie oraz Kolumbii. 

## Morfologia
PokrójZimozielone drzewo dorastające do 20 m wysokości.
LiścieMają kształt od eliptycznego do odwrotnie jajowatego. Mierzą 10–19 cm długości oraz 3–5 cm szerokości. Są owłosione od spodu. Nasada liścia jest ostrokątna. Blaszka liściowa jest o długo spiczastym wierzchołku. Ogonek liściowy jest owłosiony i dorasta do 3–7 mm długości.
KwiatySą pojedyncze lub zebrane po 2–4 w pęczki, rozwijają się w kątach pędów. Działki kielicha mają 12–15 mm długości. Płatki mają kształt od podłużnie owalnego do eliptycznego i osiągają do 14–20 mm długości.
OwocePodłużnie jajowate owoce zebrane w prawie kulisty owocostan. Pojedyncze owoce osiągają 18–22 mm długości i 8–12 mm średnicy, natomiast cały owocostan mierzy 35–55 mm średnicy.

## Biologia i ekologia
Rośnie w wilgotnych wiecznie zielonych lasach. Występuje na terenach nizinnych. Kwitnie w lutym, natomiast owoce pojawiają się w sierpniu.